# محسن علوی
محسن علوی (۱۲۹۴ – ۱۸ بهمن ۱۳۶۲) معلم، رئیس ادارهٔ فرهنگ کرمانشاه، فعال سیاسی عضو حزب تودهٔ ایران و مسئول شعبهٔ ایالتی این حزب در استان کرمانشاه بود که در جریان بازداشت سراسری اعضای حزب تودهٔ ایران در سال ۱۳۶۲ در تاریخ ۱۸ بهمن ۱۳۶۲ در کمیته مشترک ضد خرابکاری در تهران زیر شکنجه درگذشت.

## زندگی و فعالیت سیاسی
محسن علوی در سال ۱۲۹۴ در همدان به دنیا آمد. خانوادهٔ وی پس از مدتی به کرمانشاه مهاجرت کردند. وی به عنوان معلم ریاضی و فیزیک مشغول به کار شد. در دههٔ ۲۰ که دبیرستان شاهپور تنها مدرسه در شهر کرمانشاه بود که سیکل دوم دبیرستان را ارائه می‌کرد، وی در این دبیرستان به تدریس فیزیک و ریاضی می‌پرداخت. در همین زمان به فعالیت سیاسی روی آورد و عضو حزب تودهٔ ایران شد. علوی پس از هشت سال کار در مشهد و کرمانشاه برای مدتی به قم تبعید شد. وی در جریان حوادث سیاسی سال‌های ۵–۱۳۲۰ در زمان جنگ جهانی دوم که کرمانشاه تحت اشغال نیروهای انگلیسی بود به عنوان مسئول شعبهٔ ایالتی حزب توده در کرمانشاه نقش تعیین‌کننده ای در رهبری نیروهای مخالف بریتانیا و نیز اعتراضات کارگران داشت.
علوی پس از کودتای ۲۸ مرداد ۱۳۳۲ دستگیر، در لشکر ۲ زرهی زندانی و در آنجا تحت شکنجه قرار گرفت. در جریان این شکنجه‌ها دست چپ وی به سبب دستبند قپانی طور کامل فلج شده و پس از آن دست خود را از گردنش آویزان می‌کرد.
علوی در پلنوم هفدهم کمیته مرکزی حزب توده در فروردین ۱۳۶۰ در تهران به عضویت کمیتهٔ مرکزی حزب درآمد.
محسن علوی در جریان بازداشت سراسری رهبران حزب توده در هفتم اردیبهشت سال ۱۳۶۲ دستگیر شد. این دستگیری‌ها در عملیاتی با اسم رمز «حضرت علی» انجام شد و طی آن حدود ۱۷۰ نفر از کادرهای حزب در تهران و ۵۰۰ نفر نیز در شهرستان‌ها دستگیر شدند. در جریان این دستگیری‌ها علاوه بر علوی، افرادی مانند احسان طبری، فرج‌الله میزانی، بهرام دانش، رحمان هاتفی، احمد دانش، حسین جودت، انوشیروان ابراهیمی، هدایت‌الله معلم، هدایت‌الله حاتمی، علی گلاویژ، جواد ارتشیار، ملکه محمدی، فاطمه مدرسی تهرانی (سیمین فردین)، اعضای باقیماندهٔ رهبری و اعضای سازمان مخفی و نظامی حزب تحت عنوان مقابله با طرح کودتای نظامی دستگیر شدند. دامنه دستگیری‌ها تا ماه‌های بعد هم ادامه داشت. اگرچه بیشتر افراد بازداشت شده روانهٔ زندان شدند، اما محسن علوی پس از چند ماه شکنجه و حبس انفرادی در روز ۱۸ بهمن ۱۳۶۲ کشته شد و در بهشت زهرای تهران قطعه ۹۷، ردیف ۱۹۲، شماره ۲۸ به خاک سپرده شد. در جریان این دستگیری‌ها به جز علوی، ۱۰ تن دیگر نیز کشته شدند.

## خاطرات

### اعتصاب دانش آموزان
محمدعلی عمویی در خاطرات خود با عنوان دُرد زمانه از محسن علوی و نقش وی در گرایشش به حزب تودهٔ ایران صحبت می‌کند. عمویی که در دبیرستانی درس می‌خوانده که علوی در آن تدریس می‌کرده، در جریان یک اعتراض دانش آموزی و از طریق محسن علوی به کلوپ حزب توده در کرمانشاه راه می‌یابد و با حزب تودهٔ ایران آشنا می‌شود. علوی در جریان این اعتراض دانش آموزان را برای اعتصاب راهنمایی می‌کرده‌است. این اعتصاب در نهایت به عزل رئیس ادارهٔ فرهنگ کرمانشاه می‌انجامد.